# Eparquía de Trapezus de los armenios
La eparquía de Trapezus de los armenios (en latín: Eparchia Trapezuntina Armenorum) fue una circunscripción eclesiástica de la Iglesia católica en Turquía. Se trataba de una eparquía armenia inmediatamente sujeta al patriarcado de Cilicia de los armenios. Fue suprimida en 1972 y a la vez restaurada como archieparquía titular. Desde el 28 de enero de 2002 es sede vacante.

## Territorio y organización
La eparquía extendía su jurisdicción sobre los fieles católicos de rito armenio residentes en la costa del mar Negro desde Kidros a Batumi (hoy en Georgia), incluyendo İnebolu, Sinope, Basira, Samsun, Giresun, Kastamonu, Amasya y Şebinkarahisar en el Imperio otomano. La conferencia armenia de Roma de 1867 dispuso que su jurisdicción fuera Lázica y Ponto. La eparquía estaba dentro del territorio propio del patriarcado de Cilicia de los armenios.
La sede de la eparquía se encontraba en la ciudad de Trebisonda (antes llamada Trapezus).

## Historia
Trebisonda fue una antigua sede arzobispal que era parte del patriarcado de Constantinopla. Originalmente sufragánea de la arquidiócesis de Neocesarea, antes de 787 fue elevada al rango de sede metropolitana con el título de Trebisonda de Lázica (en memoria de la antigua provincia perdida por los bizantinos). En la Notitia Episcopatuum atribuida al emperador León VI (principios del siglo X), Trebisonda se encuentra en el puesto 33 entre las metrópolis del patriarcado y se le asignan siete sufragáneas: Cherianon, Chamazur, Chachaeon, Paiper, Cherameos, Lerion y Bizanon.
En 1071 Trebisonda fue perdida por el Imperio bizantino a manos de la dinastía selyúcida, pero poco después fue recuperada y se estableció el Imperio de Trebisonda. En 1461 la ciudad fue capturada por el Imperio otomano. Eso permitió que la Iglesia apostólica armenia pudiera establecerse en la ciudad, ya que los ortodoxos no permitían la existencia de esa Iglesia en su territorio.
En 1461 el obispo armenio de Prusa, Hovagim I, fue trasladado por el sultán a Constantinopla y convertido en el primer patriarca del patriarcado armenio de Constantinopla. El patriarca fue reconocido por el Gobierno otomano como el líder de la Ermeni millet, jefe civil y responsable de todos los armenios cristianos, incluyendo a católicos y protestantes, de la misma forma que lo era el patriarca griego sobre los ortodoxos y católicos bizantinos.
Luego de la represión contra los católicos armenios a consecuencia de la guerra de independencia de Grecia el papa León XII obtuvo a través de los Gobiernos de Francia y de Austria el firman del sultán de 6 de enero de 1830 que puso fin a las medidas represivas, permitiendo que obispos y clérigos se instalaran en sus diócesis. La archieparquía de Constantinopla fue erigida como sede primacial el 6 de julio de 1830 por el papa Pío VIII, reemplazando al vicariato ritual armenio existente en el vicariato apostólico de Constantinopla. Antoine Nouridjan fue designado archieparca primado con jurisdicción sobre los territorios del Imperio otomano en donde los armenios hasta entonces dependían del vicariato apostólico latino de Constantinopla. En Trapezus fue establecido un vicariato foráneo de la sede primacial.
El 30 de abril de 1850, mediante la bula Universi Dominici gregis, el papa Pío IX concedió al archieparca Antonio Hassun la creación de 5 eparquías sufragáneas en el Imperio otomano, una de las cuales era Trapezus. 
El 12 de julio de 1867 el papa Pío IX mediante la carta apostólica Reversurus trasladó la sede del patriarcado a Estambul, por lo que la eparquía de Trapezus pasó bajo la jurisdicción directa del patriarcado de Cilicia de los armenios.
En 1898 la Congregación de Propaganda Fide informaba que la archieparquía unida tenía 5000 fieles, con estaciones primarias principalmente en Trebisonda y en Marsivan, 3 iglesias y 14 sacerdotes. Había 4 escuelas elementales y algunos hospicios para pobres. Estaban presentes los mequitaristas venecianos y las monjas de la Inmaculada Concepción dedicadas a la educación de niñas.
En 1903 se reportaron alrededor de 5000 armenios católicos, confiados al cuidado del obispo y 18 sacerdotes armenios, con 3 iglesias y 2 capillas.
Debido al genocidio armenio de principios del siglo XX, la eparquía, como todas las diócesis armenias turcas, perdió la mayor parte de su población. El último obispo residente fue Giovanni Naslian.

### Sede titular
Una sede titular católica es una diócesis que ha cesado de tener un territorio definido bajo el gobierno de un obispo y que hoy existe únicamente en su título. Continúa siendo asignada a un obispo, quien no es un obispo diocesano ordinario, pues no tiene ninguna jurisdicción sobre el territorio de la diócesis, sino que es un oficial de la Santa Sede, un obispo auxiliar, o la cabeza de una jurisdicción que es equivalente a una diócesis bajo el derecho canónico.
En 1972 todas las eparquías armenias vacantes en Turquía (mencionadas en el Anuario Pontificio como vacantes, impedidas y dispersas) fueron suprimidas y recategorizadas como sedes titulares, por lo que la archieparquía de Constantinopla abarcó desde entonces de iure todo el territorio de Turquía.
La eparquía titular de Trapezus de los armenios fue conferida por primera vez por la Santa Sede el 5 de enero de 1995 al obispo Hovhannes Tertsakian, C.A.M., exarca apostólico de los Estados Unidos y Canadá.
Existe además la arquidiócesis titular de Trapezus de rito latino.

## Episcopologio
- Giuseppe Arachial † (30 de abril de 1850-21 de diciembre de 1863 nombrado eparca de Ancyra)
- Giovanni Gureguian (Ghiureghian) † (25 de marzo de 1865[nota 1]-30 de agosto de 1874 falleció)
- Paolo Marmarian † (14 de agosto de 1877[nota 2]-circa 1900 falleció)
- Stefano Apikian † (25 de junio de 1903-circa 1908 falleció)
- Giovanni Naslian † (27 de agosto de 1911-1 de julio de 1928 renunió)[nota 3][11]

### Eparcas titulares
- Hovhannes Tertsakian, C.A.M. † (5 de enero de 1995-28 de enero de 2002 falleció)[12]